# セントビンセント・グレナディーンの国旗
セントビンセント・グレナディーンの国旗は、1985年10月21日に制定された。
青は空と海を象徴し、黄色は日光と温暖な気候、国民の明るい気質とグレナディーン諸島の黄色の砂を象徴している。緑はセントビンセント島の豊かな植生と国民の忍耐強さを象徴している。青と緑が黄色を囲むことで、国土をカリブ海と大西洋が取り囲んでいることも示している。それぞれの色は横に 1:2:1 の割合で配置される。この国旗は「宝石旗（The gems）」と呼ばれることもある。
ビンセント (Vincent) の頭文字 V にちなみ、黄色地の上に 3 個のダイヤモンドが V 字に配置されている。この 3 個のダイヤモンドは多くの島々を表し、ダイヤモンドはこの諸島がアンティル諸島の宝石とされていることから使われている。

## 昔の国旗

?イギリス植民地時代 (1877年から1907年まで)
?イギリス植民地時代 (1907年から1979年まで)
?1979年から1985年
?1985年3月から10月